# Diploperla robusta
Diploperla robusta is een steenvlieg uit de familie Perlodidae. De wetenschappelijke naam van de soort is voor het eerst geldig gepubliceerd in 1974 door Stark & Gaufin.